# Aloe gillettii
Aloe gillettii är en grästrädsväxtart som beskrevs av Susan Carter. Aloe gillettii ingår i släktet Aloe och familjen grästrädsväxter. Inga underarter finns listade i Catalogue of Life.